# Francisco (cantante)
Francisco, cuyo nombre real es Francisco González Sarría (Alcoy, 5 de febrero de 1959), es un cantante español. Ganó el Festival OTI de la Canción en dos ocasiones: con «Latino» en 1981 y con «Adónde voy sin ti» en 1992.

## Biografía
Francisco nació en el seno de una humilde familia, cuyo padre falleció cuando Francisco era niño. A sus dieciocho años participa, por primera vez, en un festival de cantantes noveles en el pueblo valenciano de Bugarra, ganando el certamen. Más tarde participa en varios festivales y certámenes, como el celebrado en la I Feria de Muestras de Valencia o el concurso de Televisión Española Gente joven, en el que queda clasificado en segunda posición. Su primer nombre artístico fue Frango, nombre compuesto por la primera sílaba de su nombre y su apellido. Realiza el servicio militar en la capital vasca Vitoria.
Su primer gran éxito y el lanzamiento a la fama le llega en 1981, cuando participa con la canción «Latino» en el Festival de la OTI, celebrado en México, tema compuesto por los compositores Pablo Herrero y José Luis Armenteros. En plena cresta de la ola, publica su segundo disco en 1982, titulado Cariño mío. En él se incluyen otros de sus grandes éxitos comerciales, «La chica del póster» o «Tú ni te imaginas».
Graba el Himno de la Comunidad Valenciana.
Entre 1984 y 1985, Francisco graba dos nuevos trabajos: A vueltas con el amor y Por puro amor, con la canción «Ya no me duele estar sin ti».
En 1986, Francisco es acompañado al piano por el maestro Augusto Algueró, en una gira conjunta, en un espectáculo en el que se entremezclan canciones propias con otras de Nino Bravo, Frank Sinatra, etc.
La segunda mitad de la década de las ochenta supone un bache en su vida artística y personal, pese al éxito alcanzado. Se traslada a EE. UU., donde graba un trabajo con canciones de Manuel Alejandro ya popularizadas por cantantes como Raphael, Rocío Jurado o Julio Iglesias, grabado en forma de popurrí. 
A comienzos de los noventa, se instala en Barcelona para recibir una disciplinada educación lírica, participando con la soprano Montserrat Caballé en importantes coliseos. En España, su presentación como intérprete lírico tiene lugar en la celebración del décimo aniversario del Palau.
En 1992 vuelve a representar a España en el Festival de la OTI, que se celebró en Valencia, donde de nuevo se alza como el gran triunfador, con la canción «Adónde voy sin ti», de su trabajo Bandera blanca, con canciones en su mayoría de José María Purón.
En 1999 con motivo del año Xacobeo en Galicia graba en gallego y en castellano la canción "Torres de Compostela" de José María Purón conjuntamente con la Coral Polifónica el Eco.
En 2011 ha sorprendido a muchos al interpretar al villano Rocamora en Torrente 4: Lethal Crisis (Crisis letal) de Santiago Segura, quien declaró que previamente había pensado para el papel en Eduardo Zaplana y Mario Conde. Además participa como concursante en las galas de Tu cara me suena, interpretando «Vivir así es morir de amor» de Camilo Sesto, «Nessun dorma» de la ópera Turandot de Puccini, «Como una ola» de Rocío Jurado, «Are You Lonesome Tonight?» de Elvis Presley, «Dos gardenias» de Antonio Machín, «It's not unusual» de Tom Jones, «Maldito duente» de Enrique Bunbury (Héroes del silencio), «Vivo cantando» de Salomé, «Cobarde» de David Bustamante y junto con Toñi Salazar protagonizó un dúo en el que interpretaron «Como yo te amo» de Raphael y Rocío Jurado. En el especial de Navidad interpreta junto con Sylvia Pantoja «Olvídame y pega la vuelta» de Pimpinela.
En enero de 2013, el cantante fue enjuiciado en la Audiencia Provincial de Alicante por una presunta estafa en la compra de un coche de lujo, resultando absuelto tanto en primera como en segunda instancia, al ser ratificada la absolución por el Tribunal Supremo.
En 2016, aumentó su presencia en redes sociales con comentarios de tipo político en que mostraba opiniones y comentarios ofensivos contra Mónica Oltra, Pablo Iglesias, Ximo Puig o Ada Colau por los que tuvo que hacer frente a diversas demandas.
El 25 de febrero del 2018 se anunció su participación en el reality español Supervivientes.
Durante los meses de agosto y septiembre de 2019 participó la novena temporada del concurso culinario Ven a cenar conmigo: Gourmet edition, junto a Raquel Mosquera, Rosa López, Laura Matamoros y Aless Gibaja.

## Discografía

### Álbumes de estudio
- 1981 - Latino
- 1982 - Cariño Mío
- 1984 - A Vueltas Con El Amor
- 1984 - Por Puro Amor
- 1986 - Héroes de Amor
- 1991 - Grandes Éxitos (De Manuel Alejandro)
- 1992 - Bandera Blanca
- 1995 - Canta a Agustín Lara
- 1996 - Mi Reina
- 1997 - Si Quieres Tú
- 1998 - La Nostra Música
- 1999 - Inseparables
- 2001 - Me Recordarás
- 2003 - Canta a Luis Mariano
- 2006 - Bravo Francisco!
- 2013 - La Voz
- 2017 - Francisco 35 (Con La Orquesta Filármonica del Mediterráneo)
- 2017 - Desde El Palau de Les Arts Reina Sofía (En Directo)

### Álbumes recopilatorios
- 1991 - Grandes Éxitos
- 1996 - Sus 20 Grandes Canciones
- 2000 - Sus Tres Primeros Álbumes En Discos Polydor (1981-1984)
- 2000 - Veinte Años Latino
- 2002 - Boleros
- 2002 - Latino, La Chica del Poster y Otros Grandes Éxitos
- 2002 - Alguien Cantó: Lo Mejor de Francisco
- 2004 - 12 Grandes Éxitos
- 2004 - 25 Años, A Mi Manera
- 2017 - De Cerca

## Televisión
Programas
. Hostal Royal Manzanares (1992) como Jorge (1 episodio)
- Festival de la OTI (1992) como Presentador - FORTA
- Sálvame Deluxe (2009) como Invitado - Telecinco
- Tu cara me suena (2011) como Concursante - Antena 3
- Tu cara me suena (2012) como Miembro del jurado - Antena 3
- El gran reto musical (2017) como Invitado - TVE
- Mad in Spain (2017) como Colaborador - Telecinco

Realitys
- Supervivientes (2018) como concursante - Telecinco
- Ven a cenar conmigo: Gourmet edition (2019) como concursante - Telecinco

Películas
- Torrente 4: Lethal Crisis (Crisis letal) (2011) - Román Rocamora.

## Festival de la OTI
- Latino (1981)
- ¿Adónde voy sin ti? (1992)